# رندی بلایث
دیوید رندال بلای (به انگلیسی: David Randall Blythe)، معروف به رندی بلای (زاده ۲۱ فوریه ۱۹۷۱–۲اسفند ۱۳۴۹ - آمریکا) خواننده و ترانه‌سرا گروه هوی متال آمریکایی لمب آو گاد و همچنین پروژه جانبی‌اش در گروه هالو آو لوکوستس می‌باشد. او همچنین به عنوان خواننده میهمان برای گروه‌های آورکیل و کنیبال کورپس اجرا کرده است. رندی در نوجوانی‌اش از گروه‌هایی همچون سکس پیستولز، مگادث، اسلیر، موتورهد و بد برینز الگو می‌گرفته است. در ژوئن سال ۲۰۱۲ رندی بلایث به اتهام قتل دنیل نوسک طرفدار ۱۹ ساله‌اش بعد از کنسرت، در جمهوری چک دستگیر شد. در مارس ۲۰۱۳، او از تمام اتهامات تبرئه شد.